# 9-я штурмовая авиационная дивизия ВВС ВМФ
9-я штурмовая Ропшинская Краснознаменная ордена Ушакова авиационная дивизия ВВС ВМФ — воинское соединение Вооружённых сил СССР во Второй мировой войне.

## История наименований
Условное наименование:
- Управление АД — в/ч 49240;
- Политотдел АД — в/ч 49233.

Действительное наименование:
- 9-я (истребительная) авиационная бригада;
- 9-я штурмовая авиационная бригада;
- 9-я штурмовая Ропшинская авиационная дивизия;
- 9-я штурмовая Ропшинская Краснознаменная авиационная дивизия;
- 9-я штурмовая Ропшинская Краснознаменная ордена Ушакова авиационная дивизия.

## История
1 декабря 1942 года на основании Приказа НК ВМФ № 00395 в составе ВВС БФ сформирована 9-я (истребительная) авиационная бригада с базированием управления на аэродроме Новая Ладога. В состав бригады вошли: 11-й ИАП, 71-й ИАП и 12-я ОИАЭ.
С 25 апреля 1943 года 9-я ИАБ переформирована в 9-ю штурмовую авиационную бригаду, но уже 12-го июля бригада переформируется в 9-ю штурмовую авиационную дивизию. В составе дивизии были: 7-й гв. ПШАП и 13-й ИАП на аэр. Борки, 35-й ШАП и 12-й ИАП на аэр. Копорье. Штаб дивизии размещался в северо-восточной части Ленинграда. Кроме типовых задач дивизия выполняла работу по обеспечению выхода подводных лодок БФ в море, выполняя вылеты против сил ПЛО противника и дозорных кораблей.
В 1943-44 гг. работала Ладожская авиационная группа, прикрывавшая транспортный путь (Дорогу Жизни) в Ленинград. На основании Приказа Командующего БФ № 0017 от 27.04.43 из состава дивизии в авиагруппу был передан 11-й ИАП с оперативным подчинением командующему Ладожской ВФ. (По неподтверждённым данным этот полк всё же был выведен из состава дивизии и числился отдельным).
С середины января 1944 года полки дивизии принимали активное участие по снятию блокады Ленинграда, особенно отличившись в боях за город Ропша Ленинградской области. 19 января 1944 года дивизии было присвоено почётное наименование «Ропшинская».
Указом Президиума ВС СССР от 22.03.1944 г. 9-я ШАД ВВС БФ награждена орденом Красного Знамени.
16 мая 1944 года дивизия всем составом участвовала в операции по разгрому кораблей в Нарвском заливе, при этом потеряно 6 самолётов. Весь май-июнь полки дивизии работают на Балтике, но уже в июле-августе дивизия задействуется для оказания помощи наступающим сухопутным войскам в районе Псковского и Чудского озёр. В этот же период штурмовики привлекаются для площадного бомбометания в Финском заливе с целью разминирования акватории взрывным способом. В конце сентября штурмовики наносили удары по ВМБ Таллин. В октябре дивизия принимает активное участие в освобождении Моонзундских островов.
16 декабря 1944 года дивизия награждена орденом Ушакова 1-й степени.
В 1945 году дивизия перебазировалась на польские аэродромы, где и встретила День победы.
Послевоенная история
В декабре 1947 года 9-я ШАД переформирована в 92-ю смешанную АД ВВС 4-го ВМФ.
В апреле 1950 года 92-я САД переформирована в 601-ю ШАД ВВС 4-го ВМФ.
В 1954 году 601-я ШАД становится истребительной.
В апреле 1955 года 601-я ИАД переименована в 137-ю ИАД. В составе: 87-й гв. ИАП, 314-й ИАП и 575-й гв. ИАП.
27 марта 1960 года в рамках сокращения ВС СССР 137-я истребительная Ропшинская Краснознамённая ордена Ушакова авиационная дивизия на аэродроме Гарц (Германия) была расформирована.

## Авиатехника дивизии
Ил-2, Ил-10, И-16, ЛаГГ-3, Ла-5, Пе-2, Як-7, Як-9, P-39, Р-63, МиГ-15, МиГ-17, По-2

## Состав дивизии
- 7-гв. ПШАП (с 1948 г. — 87-й гв. ШАП, с 1954 г. — 87-й гв. ИАП) — с апреля 1943 по август 1944 и с ноября 1944 по 1960
- 11-й ИАП — с 1942 по 1944
- 13-й ИАП (с 1943 г. — 14-й гв. ИАП) — с апреля 1943 по август 1944
- 35-й ШАП с 1943 по 1947
- 71-й ИАП — декабрь 1942 — апрель 1943
- 12-я ОИАЭ (с 1943 г. — 12-й ИАП) с 1942 по 1946
- 314-й ИАП (бывш. 21-й ИАП). 1948—1950 и 1956—1960
- 575-й гв. ИАП (бывш. 12-й гв. АППБ). 1950—1960 гг.

## Подчинение
ВВС КБФ

## Командиры
- Корешков, Владимир Степанович (13.11.1942 ― 06.1943);
- Хатиашвили, Георгий Иванович (12.07.1943 — 18.05.1944);
- Курочкин, Михаил Алексеевич (19.05.1944 — 01.08.1944);
- Челноков, Николай Васильевич (02.08.1944 — 03.11.1944 года);
- Слепенков, Яков Захарович (04.11.1944 — 09.05.1945).

## Герои Советского Союза
- Банифатов, Иван Сергеевич, старший лейтенант, заместитель командира эскадрильи 35-го штурмового авиационного полка.
- Батиевский, Алексей Михайлович, старший лейтенант, заместитель командира эскадрильи 35-го штурмового авиационного полка.
- Гургенидзе, Александр Ермолаевич, гвардии капитан, командир эскадрильи 7-го гвардейского пикировочно-штурмового авиационного полка.
- Каштанкин, Виктор Николаевич, гвардии майор, помощник по лётной части командира 7-го гвардейского пикировочно-штурмового авиационного полка.
- Ковалёв, Константин Федотович, старший лейтенант, заместитель командира эскадрильи 13-го истребительного авиационного полка.
- Кошевой, Фёдор Алексеевич, лейтенант, командир звена 35-го штурмового авиационного полка.
- Ларионов, Григорий Федотович, гвардии майор, штурман 7-го гвардейского штурмового авиационного полка.
- Мазуренко Алексей Ефимович, гвардии полковник, командир 7-го гвардейского штурмового авиационного полка (в составе дивизии награждён второй медалью «Золотая Звезда»).
- Матвеев, Михаил Алексеевич, гвардии капитан, командир эскадрильи 7-го гвардейского штурмового авиационного полка.
- Мироненко, Александр Алексеевич, майор, командир 13-го истребительного авиационного полка.
- Никитин, Николай Алексеевич, старший лейтенант, командир звена 35-го штурмового авиационного полка.
- Новицкий, Евгений Гаврилович, гвардии капитан, начальник парашютно-десантной службы 7-го гвардейского штурмового авиационного полка.
- Фоменков, Фёдор Васильевич, гвардии старший лейтенант, командир эскадрильи 7-го гвардейского штурмового авиационного полка.
- Шаров, Дмитрий Михайлович, гвардии майор, начальник штаба 13-го истребительного авиационного полка.